# Hampsonodes rufula
Hampsonodes rufula là một loài bướm đêm trong họ Noctuidae.